# Павич Віталій Володимирович
Павич Віталій Володимирович (нар. 24 серпня 1998 — 15 серпня 2022) — старший солдат
Учасник російсько-української війни. Нагороджений орденом «За мужність» III ступеня (посмертно, 13.06.2023).

## Життєпис
Віталій Павич народився 24 серпня 1998 року  у Первомайську (Придністров’я).
Навчався у Мигалівецькій ЗОШ.
2016 році закінчив ДНЗ "Барський професійний будівіельний ліцей" за професією «Конторський (офісний) службовець (бухгалтерія). Оператор комп’ютерного набору».
У 2016 році уклав контракт у ЗСУ, терміном три роки.
З 11 грудня 2016 року по 26 квітня 2018 року брав безпосередню участь в антитерористичній операції в Донецькій та Луганській областях. З 7 червня 2018 року по 28 червня 2019 року - операції об'єднаних сил.
У 2018 році отримав посвідчення учасника бойових дій.
У 2019 році звільнився у запас, у зв'язку з закінченням контракту.
З 25 березня 2021 року Віталій, у звані старшого солдата запасу, уклав контракт на три роки та служив у військовій частині А 0853 на посаді водія понтонного відділення понтонного взводу. Згодом його перевели у військову частину А2641 на посаду старшого такелажника І самохідного артилерійського дивізіону бригадної артилерійської групи.
26 квітня 2022 року був призваний, у числі резервістів, у військову частину А 0693 м. Курахове (Донецька область).
Віталій Павич загинув 15 серпня 2022 року на Донеччині під час виконання бойових завдань.
Похований 20 серпня 2022 року у селі Мигалівці Барської ОТГ Вінницької області.

## Нагороди
- Указом Президента України № 328/2023 від 13 червня 2023 року «За особисту мужність, виявлену у захисті державного суверенітету та територіальної цілісності України, самовіддане виконання військового обов'язку» — нагороджений орденом «За мужність» III ступеня (посмертно)[5].
- Ювілейна медаль «ХХ років Ракетні війська і артилерія».
- Нагрудний знак «Учасник АТО».
- Почесний нагрудний знак командира 81 окремої аеромобільної бригади «За сумлінну службу»[2].